# РАФ
РАФ (на латвийски: Rīgas Autobusu Fabrika) е марка латвийски микробуси.

## История
Марката е основана през 1949 г., като първите автомобили са на базата на съветските ГАЗ и Москвич. Първата самостоятелна машина е РАФ-251 – 22 местен автобус. Производството на РАФ 977 започва през 1958 г.